# Heinrich von Morungen

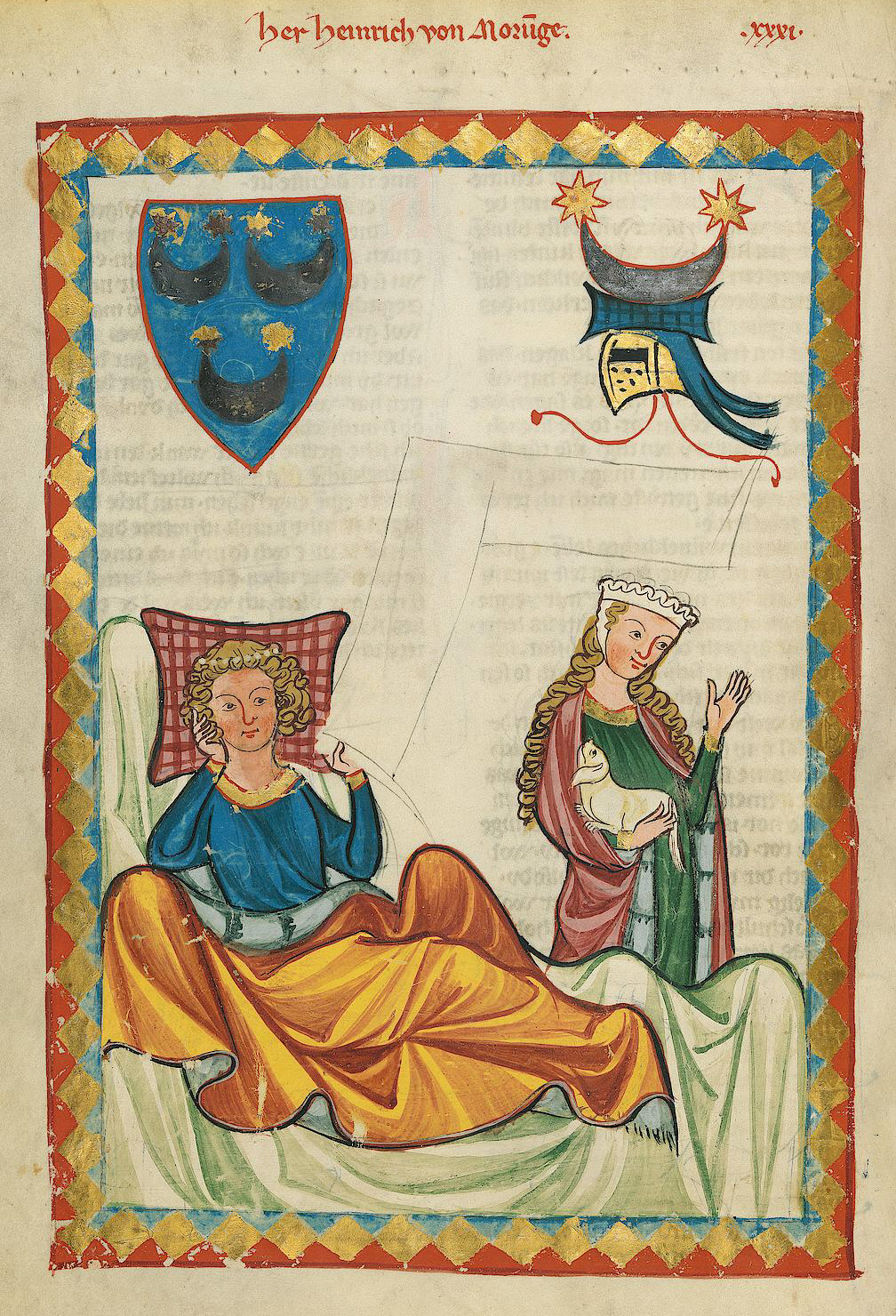
Heinrich von Morungen (Codex Manesse, XIV wiek

Heinrich von Morungen (ok. 1200 r.) – znaczący niemiecki minnesinger.

## Dzieło
W spuściźnie Heinricha von Morungen pozostaje 35 minnelieder ze 115 zwrotkami, z czego tylko 104 zwrotki znajdują się w wielkim zbiorze Codex Manesse. 

## Opracowania
- Des Minnesangs Frühling, Band 1: Texte, Herausgegeben von Hugo Moser und Helmut Tervooren, 38. erneut rev. Auflage, Stuttgart 1988
- Heinrich von Morungen. Lieder, Text, Übersetzung, Kommentar von Helmut Tervooren, (=Reclams Universal-Bibliothek; Nr. 9797), 3. bibliographisch erneuerte Ausgabe, Stuttgart 2003
- Helmut Tervooren: Heinrich von Morungen, in: Die deutsche Literatur des Mittelalters. Verfasserlexikon, hg. v. Kurt Ruh et al., 2. Auflage, Band 3, Berlin, New York 1981, Sp. 804–815